# Ша Менхай
Ша Менхай (沙孟海, 11 червня 1900 — 10 жовтня 1992) — китайський каліграф, різьбяр печаток, історик і теоретик каліграфії.

## Життєпис
Народився 11 червня 1900 року у с. Шацунь (сучасний повіт Іньсянь, Нінбо, провінція Чжецзян). Був сином відомого лікаря традиційної китайської медицини, який захоплювався каліграфією і різьбленням печаток. Здібності Ша Менхая з каліграфії проявилися ще в дитинстві. Коли двадцятирічним юнаком він приїхав до Шанхаю, то його вчителями стали У Чанши і Кан Ювей. Завдяки своїй каліграфічній майстерності Ша Менхая швидко ввійшов у коло інтелектуалів. З 1929 року він викладав в університеті Чжуншань Чжуншаньдасюе (Гуанчжоу, провінція Гуандун).
У роки японської інтервенції Ша Менхай працював у секретаріаті Чан Кайши. Коли влада Гоміндану пала у 1949 році, то його брат Ша Веньхань, видатний комуністичний діяч, відрадив Ша Менхая від імміграції на Тайвань. З 1949 року він був професором в університеті провінції Чжецзян — Чжецзяндасюе (Ханчжоу). У 1950-і роки Ша Менхай працював у музеї провінції Чжецзян (Ханчжоу), де йому постійно замовляли вивіски для історичних пам'яток. З 1963 року він викладав у Ханчжоуській Національній академії красних мистецтв (Чжунго мейшусюеюань). Уміння тримати свою думку при собі вкупі з його каліграфічною славою врятувало Ша Менхая в компанії переслідування «правих» у 1957 році.
У роки «культурної революції» обережність Ша Менхая та його небажання займати провідні адміністративні посади вберегли його від арешту. Два роки каліграф на сьомому десятку років був змушений працювати двірником, а зроблені ним вивіски були зняті з найбільш відомих будівель. З кінця 1970-х китайський уряд знову овертає Ша Менхаю почесті. Його призначають почесним директором Ханчжоуського музею та головою відновленого в 1979 році Сілінського товариства різьбярів печаток (Сілін інь ше).
У 1981 році він отримує почесну посаду віце-голови новоствореного Загальнокитайського союзу каліграфів (Чжунго шуфацзя сехуей), головою Спілки каліграфів провінції Чжецзян (Чжецзян шуфацзя сехуей), що забезпечує постійну присутність його робіт на всіх каліграфічних виставках, а так само високий попит на його твори на художньому ринку. Каліграфія майстра прикрасила вивіски багатьох готелів, ресторанів і магазинів в Ханчжоу, засвідчуючи про смак їх власників. У Пекіні ним була зроблена вивіска до відомого арт-магазину Жунбаочжао. У Шанхаї вивіска його пензля поміщена перед входом в меморіальний музей Шень Іньмо, з яким майстра пов'язувала довга дружба. Саме Ша Менхай отримав у 1981 році замовлення на вивіску для меморіального храму на честь Ван Січжи у м. Шаосін (провінція Чжецзян). Численні зразки його каліграфії були гравіровані на скелях по всій території Китаю.
Нові лідери Комуністичної партії Китаю стратегічно точно виділяють творчість та наукову діяльність Ша Менхая як еталон, необхідний для підйому рівня каліграфічної підготовки молоді. Була врахована політична нейтральність майстри як і те, що репресії зачепили його в порівнянні з іншими каліграфами найменшим чином.

## Каліграфія
Якість творів Ша Менхая в його рідкісному відчутті гармонії каліграфічних нормативів насамперед у почерках кайшу та сіншу. Його техніка бездоганна, що дозволяло йому писати в даних почерках з невимушеністю корифеїв минулих династій. Постійний каліграфічний тренінг зміцнив Ша Менхая настільки, що навіть у 90 років його рука зберігала силу і точність в роботі пензлем.

## Літературна діяльність
Всього ним написано 20 книг по історії каліграфії та її естетиці, що вважаються донині високоавторитетні виданнями.